# Lijst van bruggen over het Noord-Willemskanaal
Over het Noord-Willemskanaal liggen van Assen naar Groningen de volgende bruggen.
| Km.: | Naam:                         | Soort:                                  | Traject: | Afbeelding: |
| ---- | ----------------------------- | --------------------------------------- | --- | ----------- |
| 0,0  | Brug Asserwijk                | verkeersbrug (ophaalbrug)               | Assen (Asserwijk)                                                                                                  |             |
| 0,2  | Brug Maria Montessoriweg      | verkeersbrug (ophaalbrug)               | Assen (Maria Montessoriweg)                                                                                        |             |
| 2,7  | Brug Ter Aard                 | verkeersbrug (liggerbrug)               | Assen - Ter Aard (Ter Aardseweg)                                                                                   |             |
| 4,3  | Brug Sluis Peelo              | verkeersbrug (liggerbrug)               | Assen (Peelo) |             |
| 5,6  | Brug Markepad                 | fiets- en voetgangerspad (tuibrug)      | Assen (Markepad)                                                                                                   |             |
| 7,5  | Taarlose Brug                 | verkeersbrug (ophaalbrug)               | Taarlo (Jagerstraat/Taarloseweg)                                                                                   |             |
| 8,9  | Oudemolense Brug              | verkeersbrug (ophaalbrug)               | Ubbena - Oudemolen (Oudemolenseweg/ Linthorst Homanweg)                                                            |             |
| 10,4 | Brug Heidenheim               | verkeersbrug (liggerbrug)               | Utrecht - Groningen                                                                                                |             |
| 12,4 | Vriezerbrug                   | verkeersbrug (ophaalbrug)               | Tynaarlo - Vries (Verlengde Noordenveldweg/ Vriezerweg)                                                            |             |
| 14,4 | Sluis Yde-De Vries            | verkeersbrug (ophaalbrug)               | De Punt (Hondstong)                                                                                                |             |
| 16,7 | Sluis De Punt                 | verkeersbrug (ophaalbrug)               | De Punt (Kanaaldijk)                                                                                               |             |
| 17,6 | Brug de Punt                  | verkeersbrug (ophaalbrug)               | De Punt (Groningerstraat)                                                                                          |             |
| 19,4 | Oosterbroeksebrug             | draaibrug)                              | Eelde (Oosterbroekweg)                                                                                             |             |
| 22,5 | Meerwegbrug                   | verkeersbrug (ophaalbrug)               | Haren - Paterswolde (Meerweg)                                                                                      |             |
| 25,9 | Van Ketwich Verschuurbrug     | verkeersbrug (hefbrug)                  | Groningen (Laan Corpus den Hoorn/ Van Ketwich Verschuurlaan)                                                       |             |
| 26,5 | Van Iddekingebrug             | verkeersbrug (ophaalbrug)               | Groningen (Van Iddekingeweg/ Overwinningsplein)                                                                    |             |
| 27,1 | Julianabrug                   | verkeersbrug (basculebrug)              | Groningen Bad Nieuweschans - Zaandam                                                                               |             |
| 27,1 | Muntinghbrug                  | fiets- en voetgangersbrug (basculebrug) | Groningen |             |
| 27,6 | Parkbrug                      | verkeersbrug (ophaalbrug)               | Groningen (Parkweg)                                                                                                |             |
| 27,9 | Zaanbrug                      | busbaan (tafelbrug)                     | Groningen (Peizerbaan)                                                                                             |             |
| 28,0 | Spoorbrug Noord-Willemskanaal | spoorbrug (ophaalbrug)                  | Groningen - Leeuwarden (Spoorlijn Harlingen - Nieuwe Schans) Groningen - Delfzijl (Spoorlijn Groningen - Delfzijl) |             |
| 28,0 | Van Hallbrug                  | fiets- en voetgangersbrug (basculebrug) | Groningen (Professor H.C. van Hallpad)                                                                             |             |
| 28,3 | Eelderbrug                    | verkeersbrug (ophaalbrug)               | Groningen (Eeldersingel/Emmasingel)                                                                                |             |